# Масив Бонго
Масив Бонго је планински масив који се пружа у Централноафричкој Републици и Јужном Судану. Представља развође између сливова реке Нил басена језера Чад. Највиша тачка је Тусоро са 1.368 метара надморске висине. У геолошкој грађи доминира пешчар. У побрђу Бонга извиру реке Бахр ел Газал и Бахр ел Араб, притоке Белог Нила.